# إيلين كادي
إيلين كادي (بالإنجليزية: Eileen Caddy)‏‏ (26 أغسطس 1917 في الإسكندرية - 13 ديسمبر 2006 ) كاتِبة من مصر.

## الجوائز
- عضو رتبة الإمبراطورية البريطانية